# Publius Nigidius Figulus
Publius Nigidius Figulus (* um 100 v. Chr.; † 45 v. Chr.) war ein Gelehrter und Politiker der späten römischen Republik. Er schrieb eine Reihe von Abhandlungen über naturkundliche Themen, Mantik (Wahrsagen), Religion und Grammatik.

## Leben
Die Herkunft des Nigidius ist unbekannt. Er gehörte einem plebejischen Geschlecht an. Möglicherweise war er ein Nachkomme des Gaius Nigidius, der im Jahr 145 v. Chr. Prätor der Provinz Hispania citerior war. Etruskische Abstammung wird vermutet. Sein Beiname (Cognomen) Figulus („Töpfer“) scheint zu seinen Lebzeiten noch kaum gebräuchlich gewesen zu sein; er ist in den zeitgenössischen Quellen nur einmal bezeugt (in einem Brief Ciceros aus dem Jahr 46). Erst ab dem 1. Jahrhundert n. Chr. war der Beiname geläufig.
Nigidius ist erstmals 63 v. Chr. quellenmäßig bezeugt. Damals gehörte er bereits dem Senat an. Er zählte zu den engsten Freunden (amicissimi) Ciceros, der in diesem Jahr Konsul war, und unterstützte ihn bei der Bekämpfung der Catilinarischen Verschwörung. Plutarchs Angaben zufolge hat Nigidius Cicero als Berater stark beeinflusst und sich für eine harte Bestrafung der Verschwörer ausgesprochen. Bei der Vernehmung von Zeugen, die vor dem Senat gegen die Catilinarier aussagten, war Nigidius einer der Protokollführer. Im Jahr 60 v. Chr. bedrohte er Richter öffentlich mit einer Anklage, falls sie sich ihrer Aufgabe entziehen sollten, in dem damals gegen Gaius Antonius eingeleiteten Gerichtsverfahren ihres Amtes zu walten. Unklar ist, ob Nigidius dabei in Ausübung eines öffentlichen Amtes handelte; zur Erklärung seines Auftretens ist diese Annahme nicht zwingend erforderlich. Möglicherweise war er damals Ädil; es kann aber auch sein, dass er dieses Amt schon früher bekleidet hatte und nun als Richter (iudex quaestionis) tätig war. 58 v. Chr. war er Prätor. Von einer Ausübung weiterer Ämter in der Folgezeit ist nichts bekannt; den Konsulat erreichte er nicht.
Im Jahr 51 hielt sich Nigidius auf der Rückreise von einer Gesandtschaft in Ephesos auf, wo er mit Cicero zusammentraf. Wie Cicero unterstützte er Pompeius im Bürgerkrieg gegen Caesar. Im Februar 49 befand er sich in Corfinium in der Umgebung des Lucius Domitius Ahenobarbus, eines Offiziers des Pompeius. Domitius versuchte vergeblich, dort den Widerstand gegen Caesar zu organisieren, und geriet schließlich in Gefangenschaft. Nigidius begab sich nach Capua und von dort zu den Streitkräften des Pompeius nach Epirus. Nach der entscheidenden Niederlage des Pompeius in der Schlacht bei Pharsalos (August 48) ging Nigidius ins Exil. Im August 46 schrieb ihm Cicero einen Trostbrief als Antwort auf eine Bitte um Hilfe. Darin teilte er ihm mit, dass er sich zwar zurzeit noch nicht für seine Rückkehr nach Rom einsetzen könne, dies aber künftig tun werde; es bestehe durchaus eine Aussicht auf Begnadigung. Zugleich äußerte er seine Dankbarkeit für frühere Hilfe in schwerer Zeit. Im folgenden Jahr starb Nigidius im Exil. Anscheinend hatte Cicero eine Rede vorbereitet, mit der er Caesar um Begnadigung des Nigidius bitten wollte, doch kam dieses Vorhaben nicht mehr zur Ausführung.
Strittig ist, ob bzw. inwieweit Nigidius als Neupythagoreer bezeichnet werden kann. Cicero behauptet, er habe die erloschene Lehrtradition der alten Pythagoreer erneuert. Späteren Quellen zufolge gründete er eine Gemeinschaft von Gleichgesinnten (sodalicium), die erheblichen Zulauf hatte und an das alte Ideal eines Freundschaftsbundes pythagoreischer Philosophen anknüpfte, aber auch Anstoß erregte. Allerdings wird in den erhaltenen Fragmenten seiner Werke der Name des Pythagoras nirgends erwähnt, und es ist darin auch kein besonderes Interesse an spezifisch pythagoreischen Anliegen erkennbar. Dies hat in der Forschung zu skeptischen Überlegungen hinsichtlich seines Pythagoreismus Anlass geboten. Vermutlich handelte es sich bei dem sodalicium nur um einen lockeren Freundeskreis ohne formellen Rahmen.

## Werke
Fast alle Werke des Nigidius sind verloren; erhalten ist außer Fragmenten von teils zweifelhafter Echtheit nur eine griechische Übersetzung eines der Wahrsagung dienenden Kalenders. Zwölf Schriften sind aus Zitaten und Erwähnungen bekannt:
- Commentarii grammatici („Grammatische Kommentare“), eine aus mindestens 29 Büchern bestehende Darstellung der lateinischen Grammatik. Zu den Themen gehörten Orthographie, Phonetik, Morphologie (mit Wortbildung), Syntax und Synonymie. Ein besonderes Interesse des Autors galt der Etymologie, von der er Aufschluss über den wahren Sinn der Wörter erwartete, da er einen natürlichen Ursprung der Sprache und einen inneren Zusammenhang zwischen den Wörtern und dem Wesen der von ihnen bezeichneten Dinge annahm. In der Forschung wird stoischer Einfluss auf sein Grammatikverständnis und sprachphilosophisches Denken angenommen. Umstritten ist die Frage, was Nigidius mit dem Begriff casus interrogandi („Fragefall“) gemeint hat.[12]
- De gestu („Über die Gestik“), zusammen mit Plotius, eine nur aus einer Erwähnung bei Quintilian[13] bekannte Abhandlung über das Tragen der Toga und die Körperhaltung und Gebärden des Redners. Möglicherweise handelte es sich nicht um eine eigenständige Schrift über dieses Thema, sondern nur um einen Teil eines größeren Werks über Rhetorik.
- De dis („Über die Götter“), eine Abhandlung aus mindestens 19 Büchern, war die älteste Studie über die römischen Gottheiten. Nigidius setzte sich auch mit den religiösen Vorstellungen der Etrusker und der Orphiker sowie mit orientalischen Traditionen und der mythischen Überlieferung von den Weltzeitaltern auseinander.[14]
- De augurio privato („Über die private Vogelschau“). Diese Schrift ist nur aus einer Erwähnung bei Gellius bekannt. Ihr Thema war die Wahrsagung aus dem Vogelflug, soweit diese nicht von Staats wegen, sondern aus privatem Interesse betrieben wurde.
- De extis („Über die Eingeweide“), eine Abhandlung über Opfertiere und die Eingeweideschau (Wahrsagung anhand der Beschaffenheit von Organen geschlachteter Opfertiere). Diese Schrift ist ebenfalls nur aus einer Erwähnung bei Gellius bekannt.
- De somniis („Über Träume“), eine Schrift über Traumdeutung. Der spätantike Schriftsteller Johannes Lydos berichtet, dass Nigidius sich darin über die Deutung des Donners im Traum äußerte: im Allgemeinen handle es sich um ein schlechtes Vorzeichen, doch wenn der Träumende das Gewitter aushalte, sei es ein sehr günstiges.
- ein brontoskopischer Kalender. Brontoskopie war die Wahrsagung aus dem Donnerschlag (von griechisch brontḗ „Donner“). Johannes Lydos überliefert eine griechische Übersetzung des Kalenders, der in der modernen Forschung intensiv erörtert wird. Der Kalender beginnt mit dem ersten Juni und geht von Mondmonaten von je dreißig Tagen aus. Er gibt für jeden Tag die jeweilige Bedeutung des Donnerschlags sowohl für die Landwirtschaft als auch für das politische und soziale Leben an. Da dieses Werk Hinweise auf soziale Spannungen liefert, wird es auch als sozialgeschichtliche Quelle ausgewertet. Die angegebenen brontoskopischen Deutungen sind babylonischen Ursprungs, doch der Kalender präsentiert sie unter Berufung auf eine etruskische Autorität, den mythischen Tages, der den Etruskern die Kunst der Wahrsagung übermittelt haben soll. Nach den Angaben bei Lydos war der Kalender nur eine Übersetzung aus der etruskischen Sprache ins Lateinische, doch anscheinend bearbeitete Nigidius das ihm vorliegende Material und passte es den Bedürfnissen römischer Leser und den aktuellen politischen Verhältnissen an. Der Gültigkeitsanspruch der lateinischen Fassung beschränkte sich auf Rom.[15]
- De sphaera („Über das Himmelsgewölbe“), eine Beschreibung des Sternenhimmels und der Gestirnbewegungen, in der sowohl das Firmament über Griechenland als auch dasjenige der „Barbaren“ (womit u. a. die Ägypter gemeint waren) behandelt wurde. Darin verarbeitete Nigidius auch Sagenstoff und berücksichtigte die astrologische Auswertung der astronomischen Kenntnisse.[16]
- De terris („Über die Gegenden der Erde“), eine Abhandlung über Geographie. Servius zitiert daraus eine Passage über den Volkscharakter der Ligurer; somit wurde auch die Ethnographie behandelt. Auch eine ausführliche Darstellung der Klimazonen in der Naturalis historia des Plinius[17] stammt offenbar aus diesem Werk.[18]
- De ventis, eine aus mindestens vier Büchern bestehende Schrift über die Winde.[19]
- De hominum natura („Über das Wesen der Menschen“), eine Abhandlung über Anthropologie, die mindestens vier Bücher umfasste. Darin wurden unter anderem Fragen der menschlichen Anatomie, der Fortpflanzung und der Ernährung erörtert, wobei medizinische Gesichtspunkte eine Rolle spielten.
- De animalibus („Über die Tiere“). In dieser Schrift aus mindestens vier Büchern, die Plinius verwendete, vermittelte Nigidius der lateinischsprachigen Welt zoologisches Wissen, das von Aristoteles und Theophrast stammte. Zu den erörterten Themen gehörte die Frage nach Freundschaften unter Tieren. Gelegentlich widersprach Nigidius den Angaben des Aristoteles.[20]

## Rezeption
Nigidius gehörte zu den prominentesten Gelehrten seiner Zeit. Besonders bekannt war er für seine Studien auf dem Gebiet der Naturkunde und des Okkultismus. Ciceros Urteil zufolge war er ein „eifriger und umsichtiger Erforscher derjenigen Dinge, welche von der Natur verhüllt zu sein scheinen“ und der „gelehrteste von allen“, ein Forscher, der sein Wissen nicht nur dem Studium der Überlieferung, sondern auch seinem eigenen Scharfsinn verdankte. Nach dem Tod des Nigidius ließ ihn Cicero als Gesprächspartner in einem Dialog auftreten, der unter dem Titel Timaeus bekannt und unvollständig überliefert ist. Dort hält Nigidius eine Rede, die ein etwas verändertes Textstück aus Platons Timaios in Ciceros lateinischer Übersetzung wiedergibt; er übernimmt die Rolle des Hauptredners, die Timaios von Lokroi in Platons Dialog spielt.
Lukan schildert in seinem Epos über den römischen Bürgerkrieg, wie Nigidius nach Caesars Überschreitung des Rubikon aufgrund der astrologischen Konstellation eine katastrophale Bürgerkriegszeit voraussagt. Der Frieden, der nachher eintrete, müsse mit dem Verlust der Freiheit und der Einführung einer Alleinherrschaft erkauft werden. Sueton berichtet in seiner Biographie des Kaisers Augustus, bei dessen Geburt habe Nigidius die künftige Rolle des Neugeborenen als Weltherrscher vorausgesagt. Apuleius erzählt mit Berufung auf Varro eine Anekdote, in der Nigidius mittels Magie die Auffindung einer abhandengekommenen Geldsumme ermöglicht. Der Kirchenvater Hieronymus bezeichnet Nigidius als Magier.
Nach einer Hypothese von Adriana Della Casa hat Sueton eine Lebensbeschreibung des Nigidius verfasst, aus der ein großer Teil des in späteren Quellen enthaltenen biographischen Materials stammt.
Gellius hält Nigidius und Varro für die gelehrtesten Römer, und auch Servius vergleicht diese beiden Autoren und betrachtet sie als die vorzüglichsten Gelehrten. Allerdings übt Gellius auch Kritik an Behauptungen des Nigidius, die ihn nicht überzeugen oder die er für irrig hält, und weist darauf hin, dass die Werke des Nigidius keine weite Verbreitung erlangten; da es ihnen an Allgemeinverständlichkeit mangelte, galten sie als wenig nützlich. Immerhin zeugt die relativ ausgedehnte Benutzung bei Plinius den Älteren und Gellius von einem anhaltenden Interesse in gelehrten Kreisen des 1. und 2. Jahrhunderts n. Chr. Zu den Autoren, bei denen sich Material aus Schriften des Nigidius findet, gehören ferner Quintilian, Arnobius, Macrobius, Ampelius, Nonius, Johannes Lydos und die Verfasser von Scholien zu Vergil und Aratos. Eine Nigidiusrezeption bei Vergil ist vermutet worden, lässt sich aber nicht beweisen.
Der spätantike Verfasser anonym überlieferter Lukan-Scholien und der Kirchenvater Augustinus führten den Beinamen Figulus („Töpfer“) darauf zurück, dass Nigidius die Ansicht vertreten habe, die Welt drehe sich so schnell wie eine Töpferscheibe; nach Augustinus’ Angaben begründete er damit aus astrologischer Sicht die unterschiedlichen Schicksale von Zwillingen trotz deren fast gleichzeitiger Geburt, womit er sich gegen ein gängiges Argument von Kritikern der Astrologie wandte. Diese Erklärung des Beinamens ist legendenhaft und unglaubwürdig.
Johannes Kepler setzte sich mit der von Lukan geschilderten Prophezeiung des Nigidius auseinander. Er untersuchte die Frage, ob ihr eine historische Realität zugrunde liegt, und kam zum Ergebnis, dass es sich um eine freie literarische Erfindung handle.
In der modernen Forschung ist Jérôme Carcopino mit einer Deutung des Nigidius als Vertreter eines sowohl religiösen als auch politischen Pythagoreismus hervorgetreten. Heute gelten die Hypothesen Carcopinos als zu weitreichend.

## Ausgaben und Übersetzungen
- Anton Swoboda (Hrsg.): P. Nigidii Figuli operum reliquiae. Tempsky, Wien/Prag 1889; Nachdruck: Hakkert, Amsterdam 1964 (grundlegend, teilweise veraltet).
- Gino Funaioli (Hrsg.): Grammaticae Romanae fragmenta. Teubner, Leipzig 1907, S. 158–179; Nachdruck: Teubner, Stuttgart 1969.
- Dora Liuzzi (Hrsg.): Nigidio Figulo „astrologo e mago“. Testimonianze e frammenti. Milella, Lecce 1983, ISBN 88-7048-063-1 (Edition der mantischen Werke nach Swoboda mit italienischer Übersetzung und Kommentar).